# Lee Unkrich
Lee Edward Unkrich (Cleveland, 8. kolovoza 1967.) je američki redatelj, montažer i scenarist. On je član filmskog studija Pixara, gdje je počeo 1994. kao montažer. U 2011. je pobijedio Oscar za najbolji animirani film. 
Njegova je majka podrijetlom iz židovske obitelji, a otac je konvertirao u judaizam. 

## Filmografija
- Prison Stories: Women on the Inside (1991.)
- Silk Stalkings (1991.)
- Renegade (1993.)
- Betrayed by Love (1994.)
- Separated by Murder(1995.)
- Priča o igračkama (1995.)
- Život buba (1998.)
- Priča o igračkama 2 (1999.)
- Čudovišta iz ormara (2001.)
- Potraga za Nemom (2003.)
- Auti (2006.)
- Juhu-hu (2007.)
- Priča o igračkama 3 (2010.)
- Čudovišta sa sveučilišta (2013.)
- Dobri dinosaur (2015.)
- Coco i velika tajna (2017.)[1][2][3]
- Priča o igračkama 4 (2018.)

## Vanjske poveznice
- Lee Unkrich na Twitteru